# Marcus Livius Denter
Marcus Livius Denter est un homme politique romain du IVe siècle av. J.-C. Il est un des premiers plébéiens à entrer dans le Collège des pontifes.

## Biographie
En 302 av. J.-C., Livius Denter est consul avec M. Aemilius Paullus. Le soulèvement imprévu des Eques provoque une telle inquiétude à  Rome que les consuls sont remplacés par un dictateur qui mate rapidement cette révolte,. 
En 300 av. J.-C., grâce à la lex Ogulnia, il devient l'un des quatre premiers plébéiens à intégrer le  collège des pontifes dont  les patriciens se reservaient l'accès.
En 295 av. J.-C., lors de la bataille de Sentinum, les Romains vont être vaincus par l'armée des Samnites et leurs alliés Gaulois. Le pontife Marcus Livius assiste le consul Publius Decius Mus en lui dictant les formules de devotio destinées à offrir sa vie et celles de ses adversaires aux divinités infernales pour que les Romains obtiennent enfin la victoire. Tandis que Decius Mus se fait volontairement cribler de traits par les Gaulois, Livius exhorte les Romains à reprendre le combat et à finalement remporter la bataille.